# 岳家寨村
岳家寨村，是中华人民共和国山西省长治市平顺县石城镇下辖的一个村。
2012年12月17日，岳家寨村公布为第一批中国传统村落。
2019年1月21日，岳家寨村公布为第七批中国历史文化名村。